# Acontia acerba
Acontia acerba är en fjärilsart som beskrevs av H. Edwards 1881. Acontia acerba ingår i släktet Acontia och familjen nattflyn. Inga underarter finns listade i Catalogue of Life.